# 多摩川競艇場
多摩川競艇場（たまがわきょうていじょう）は、東京都府中市是政にある競艇場である。
通称はBOAT RACE多摩川（ボートレースたまがわ）、2009年までは多摩川競艇。

## 概要
多摩川土手の北（徒歩約5分）に位置する。かつて多摩川河原の砂利採取場であった場所を競艇場に転用したものである。
施設所有は西武グループの西武建設株式会社であったが、2010年から西武グループの多摩川開発株式会社が所有している。最寄り駅として西武多摩川線の競艇場前駅が設置されるなど、西武グループとの縁が深い。かつては無料シャトルバスも西武バスが運行していたが、2015年度より京王自動車に運行事業者が変更された。
青梅市および東京都四市競艇事業組合（小平市、日野市、東村山市、国分寺市）により公営競技である競艇が開催される。なお、所在地の府中市は多摩川競艇場での競技は開催せず、大田区の平和島競艇場での競技を主催している。
2008年度の開催から薄暮レースが行われるようになった。2015年からは出力低減モーターが採用されている。電話投票コードは05#。
一部敷地（現在のプールの東側半分）は、府中市と東京都都市整備局の都市計画において、公園用地に指定されている。

### キャラクター
マスコットキャラクターは、カワセミをモチーフとした「ウェイキー」と「リップル」で、名前の「ウェイキー」は航跡を意味する英語の「wake」に、「リップル」はさざ波を意味する英語の「ripple」に由来する。
2013年（平成25年）、イメージキャラクター（萌えキャラ）として「静波まつり」が登場した。名前は「日本一の静水面多摩川＝静波」、是政の「政＝まつりごと」に由来する。誕生日は競艇場開場日の6月9日、出身地は主催自治体の青梅市。アイドルレーサーである一方、オールレディース競走での優勝歴もある実力者という設定。
「静波まつり」は当初は主に周年記念のポスターやパンフレットに描かれていたが、その後は公式Twitterアカウントなどにも登場するようになった。京王自動車が運行する無料シャトルバスにも、これらのキャラクターがラッピングされている。
また2014年からコミックマーケットに多摩川競艇が出展しており、この際には「静波まつり」グッズが同ブースで販売され、コスプレイヤーや現役ボートレーサーが「静波まつり」のコスプレで登場することもある。

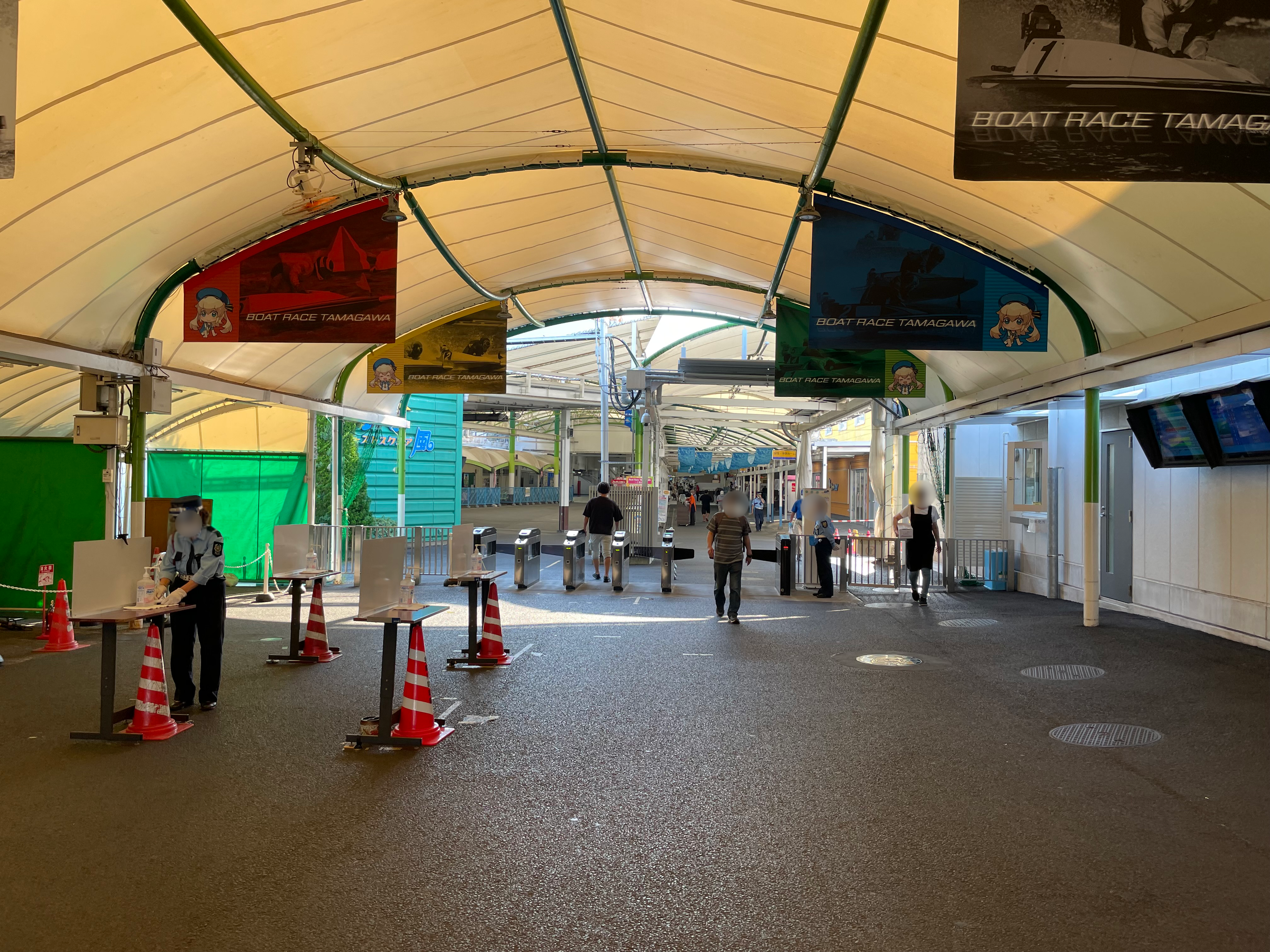
入場ゲート（2022年6月撮影）

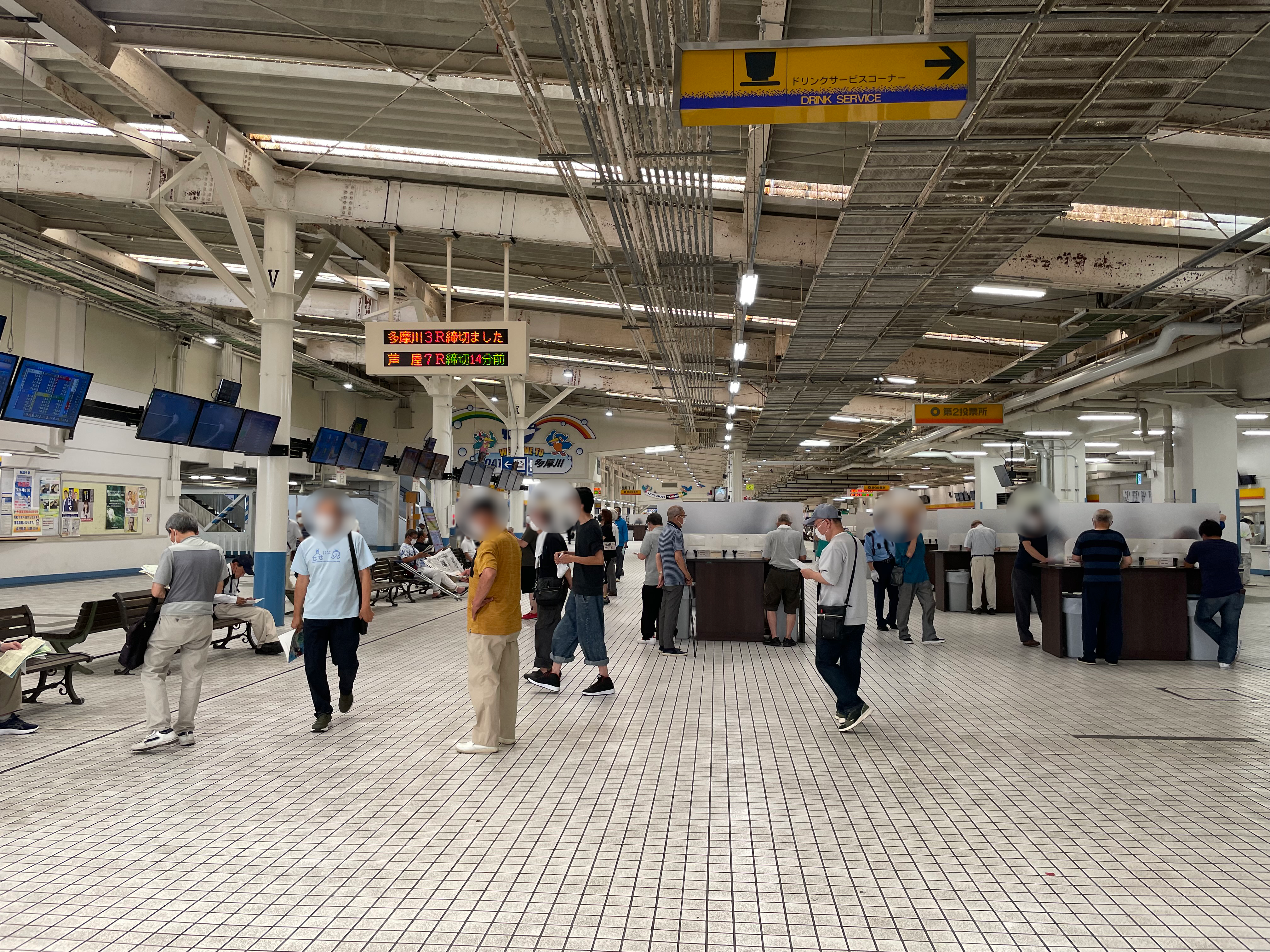
スタンド内（2022年6月）

## 沿革
多摩川河川敷の砂利採掘場および旧・多磨村立中学校跡地を利用して造成され、1954年（昭和29年）5月に完成。同年6月9日に初めてレースを開催した。当初は府中競艇場と呼ばれていたが、翌1955年（昭和30年）5月9日に現名称へ改称している。開場に際しては地元の多磨村で反対運動が起こり、村長のリコール騒ぎに発展した。
開設当初はプールの水が地下に浸透してしまうなどレース実施は困難を極めたが、その後の高度経済成長期に売上を伸ばし、1967年には一日の売上が初めて1億円を突破した。最盛期の1990年度には年間売上1295億円、入場者174万人を記録、収益は130億円に達している。
しかしバブル崩壊以降は売上・入場者ともに激減し、1998年度には入場者120万人、売上660億円と最盛期の半分程度となった。翌年からは赤字に転落し、一般会計に繰り出しのできない時期が続いた。その後、数百人に及ぶ従業員のリストラ、西門一帯の閉鎖など徹底的な経費削減により赤字を脱するが、本場の収支はその後も赤字が続き、2015年度売上は372億円と最盛期の4分の1以下となり、年間入場者も50万人台まで減少、一日の売上が1億円を割ることも多かった。
その後、電話投票が普及した事や前述の徹底した経費削減により、2017年度の売上の362億から2018年度は440億、2019年度は532億、2020年度はコロナ禍が直撃したにもかかわらず、ここ20年間で最高の売上となる706億円を記録するなど近年は右肩上がりの好調が続いている。

### 年表
- 1954年（昭和29年）
  - 5月 - 施設が完成。
  - 6月9日 - 府中競艇場として開場、初レース開催。
- 1955年（昭和30年）5月9日 - 多摩川競艇場に改称。
- 2010年（平成22年）4月 - 愛称をBOAT RACE多摩川（ボートレースたまがわ）に決定。
- 2020年（令和2年）
  - 2月28日 - 新型コロナウイルス感染拡大に伴う全公営競技無観客開催措置発動により、外向・場外発売所も含めて閉鎖。解除までは無観客で開催。
  - 7月19日 - この日開幕の開催節より本場の無観客開催措置を解除。全国24場では最も遅い解除となった（5月の大村を皮切りに順次解除されていたが、首都圏の平和島・江戸川・戸田・多摩川の解除は7月中旬までずれ込んでいた）。

## 施設の特徴
スタートラインから1マーク寄りにはアプローチスペースが設けられており、1マーク周辺の攻防を近くで眺めることができる。2018年にはアプローチスペースの全面芝生化が行われ、憩いの場として人気のエリアとなっている。イベントスペース（イーストスクエア風）は2マーク側にあり、比較的こぢんまりとしているが、大きなレースなどのときに芸能人がゲストとして呼ばれてショーを行うときには近くで見ることができる。以前はスタートライン5メートル前に泡のラインを作ってスタートの大まかなタイミングがファンにもわかるようになっていた。現在はサーキット場等で使われているシグナル音が用いられ、大時計の黄色い秒針（12秒針）が4秒前・2秒前・1秒前・0秒（フラット）の時に時報のスタイルで、スタートタイミングを知ることができる。又、スタンドからは富士山を望む事が出来る。
発売締め切り間近をファンに伝える音楽には、リチャード・クレイダーマンの「ほほえみのバネッサ」が用いられている。
場外発売場は、千葉県市原市のボートピア市原と宮城県黒川郡大郷町のボートピア大郷を設置している。2017年10月6日、全国競艇場で最後となる外向発売所「ウェイキーパーク多摩川」が本場正門横にオープンした。
地域貢献事業の一環として、原則毎年夏季に所在地である府中市の近隣住民を対象に「ボートレース多摩川（多摩川競艇場）納涼花火大会」が行われている。

## 水面特性

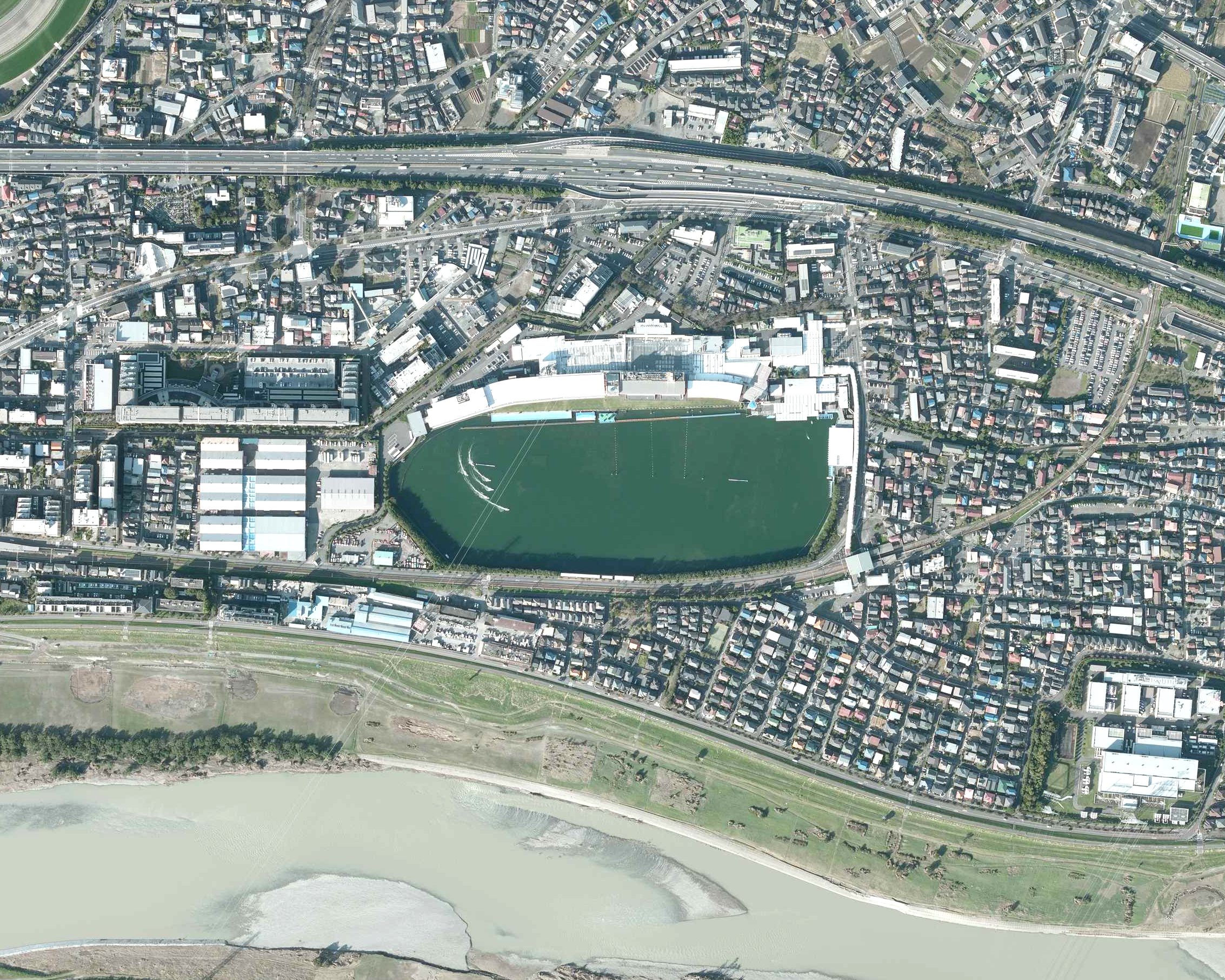
多摩川競艇場周辺の空中写真。2019年10月30日撮影。。水面左側（第1ターンマーク付近）を6艇がレース航走中

競走水面はプールで、水質は淡水。多摩川が近いことから多摩川の水を引き込んでいると思われがちだが、実際は1マーク側にある井戸からの水を使用している。西武多摩川線に沿って設置された防風林が南寄りの風を防ぎ、東西方向に建てられたスタンドが北風を防いでおり、水面は強風の影響を受け難く荒れることが少ないことから「日本一の静水面」というニックネームが付けられている。
1マークブイから対岸まで108mあり、関東のレース場の中では水面が一番広く、モーターの機力が重要なレース場とされている。静水面と広大な水面にもかかわらずイン受難水面と言われており、かつては他場に比べてイン勝率が非常に低く、2007年開催の優勝戦では数多くの有力選手が敗退しており、「魔の優勝戦1号艇」「多摩川の優勝戦1号艇には魔物が潜んでいる」ともいわれた。
出力低減モーター導入後はプロペラ制度変更の影響もあり、現在の年間イン勝率は50%前半程度と若干改善されている。イン優勢の流れは他の競艇場同様変わらないが、ホーム向かい風（西系統）が吹けば遅れた位置からの強まくりも決まりやすい。逆にホーム追い風（東系統）だとまくりは決まりづらく、インが主導権を握るケースが多い。しかし、追い風が5m以上になるとインの艇も旋回が難しくなり、差しやまくり差しのケースも出てくる。基本的に夏は南系統、冬は北系統の風だが、南西・北西だと向かい風、南東・北東は追い風が吹き、一日で東西南北全ての風が吹く事もある。そのため、スタート展示と本番で風向きが変わったり、コース内側と外側で吹いている風の向きが違う、いわゆる「風が回っている」と証言する選手もいるなど、スタートが難しい場として選手の間でも評価されており、イン逃げが易々と決まらず、コース不問で多彩な決まり手が出やすい競艇場といえる。

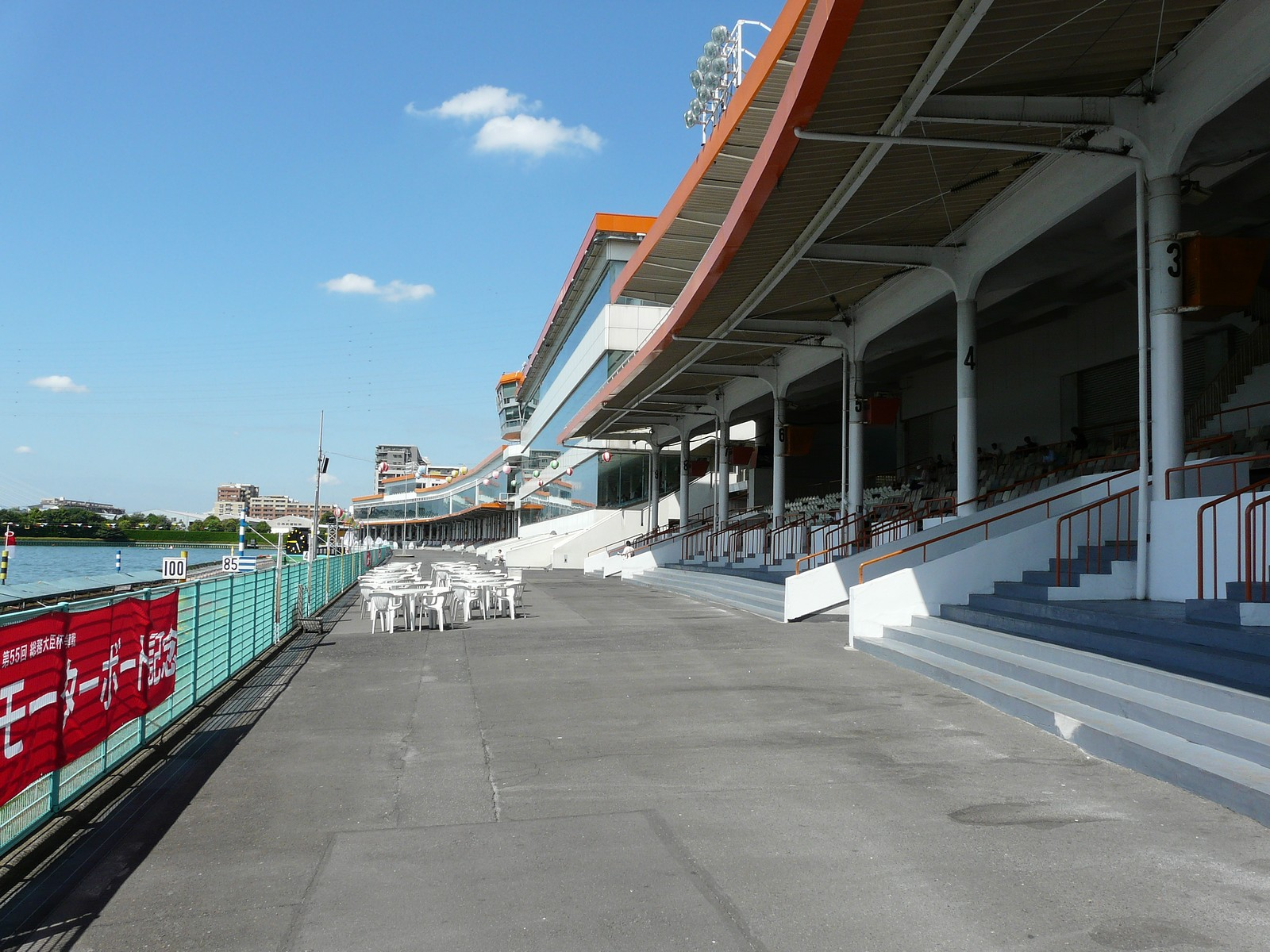
観客席
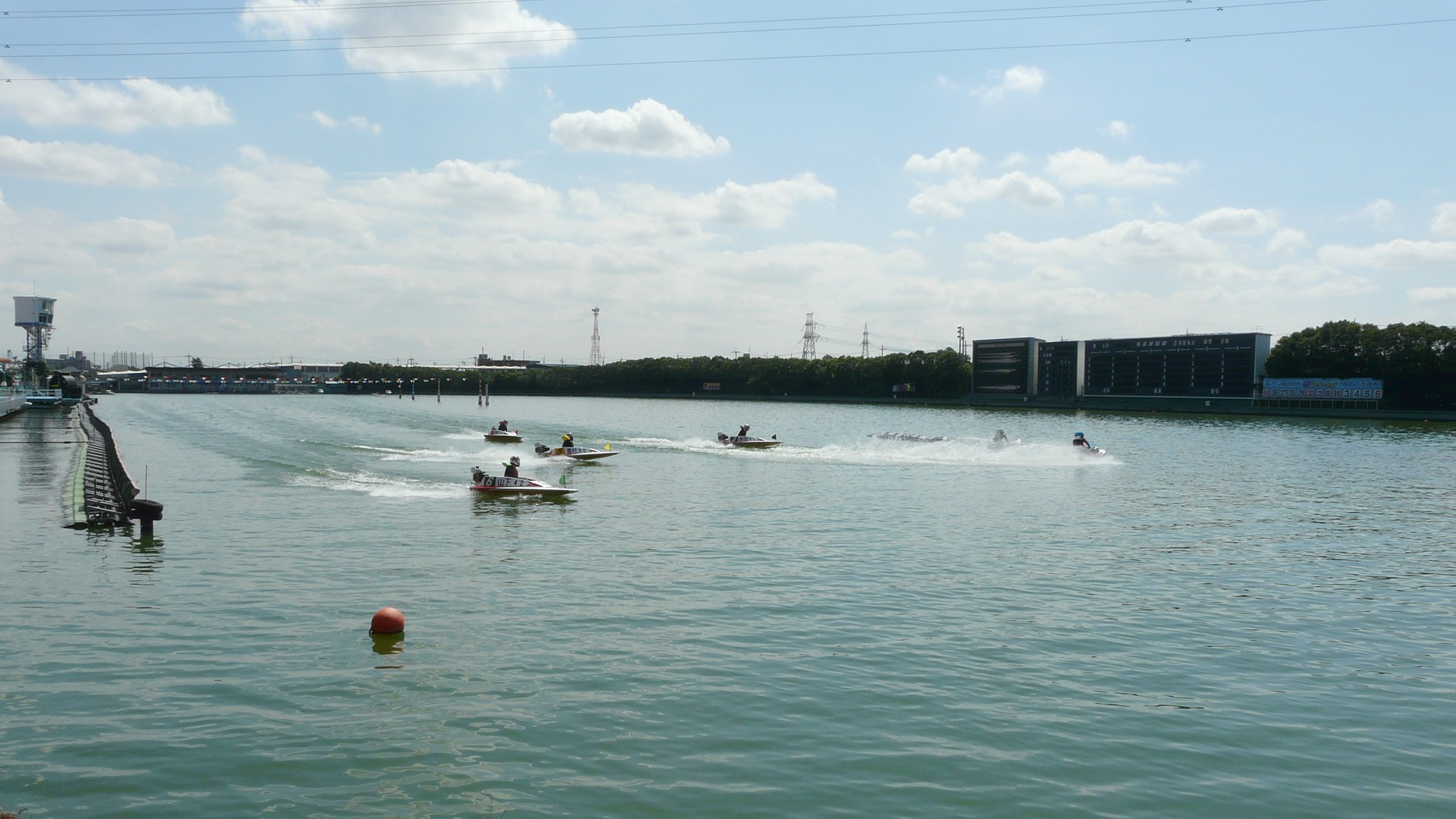
水面
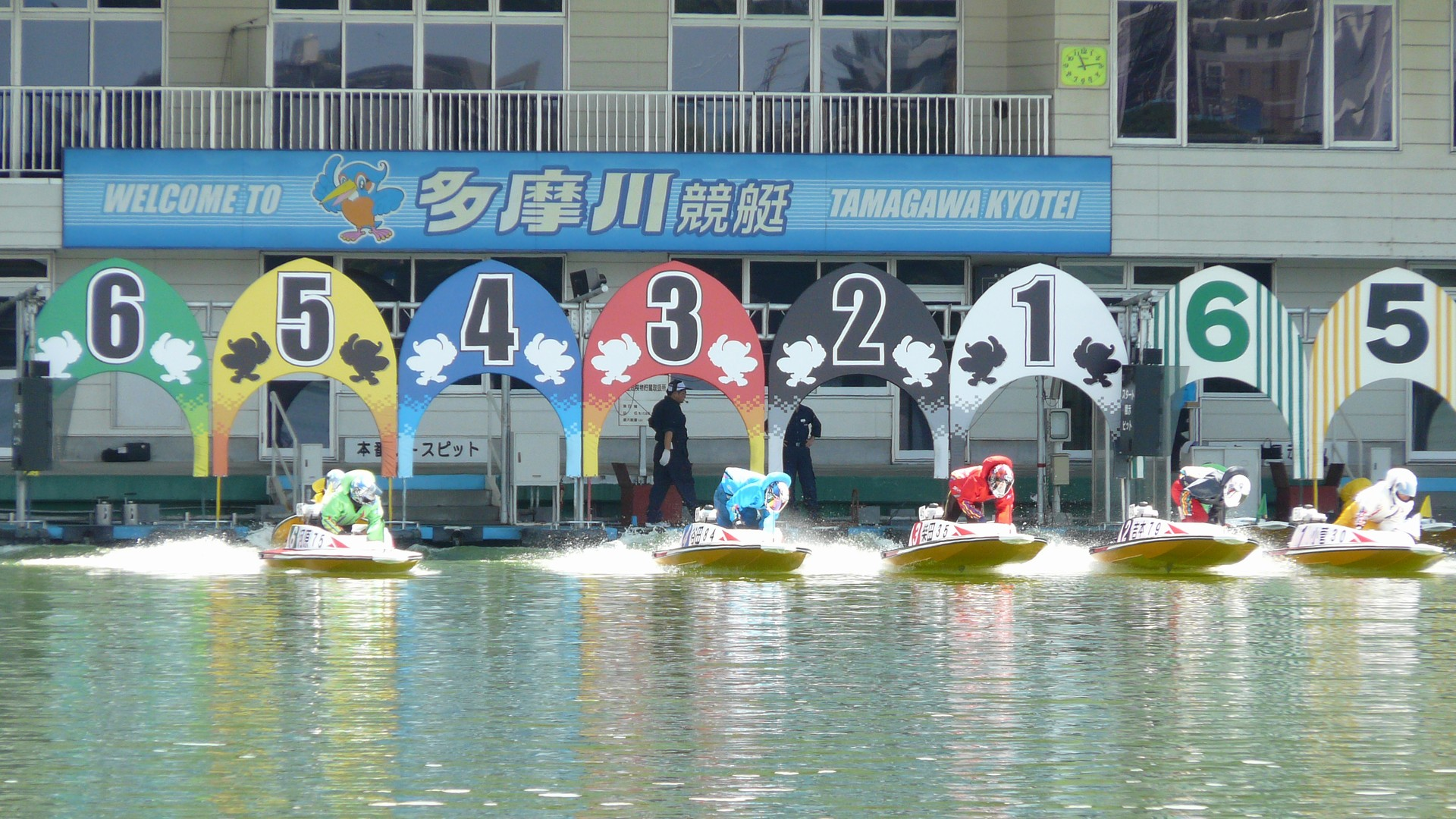
発走ピット
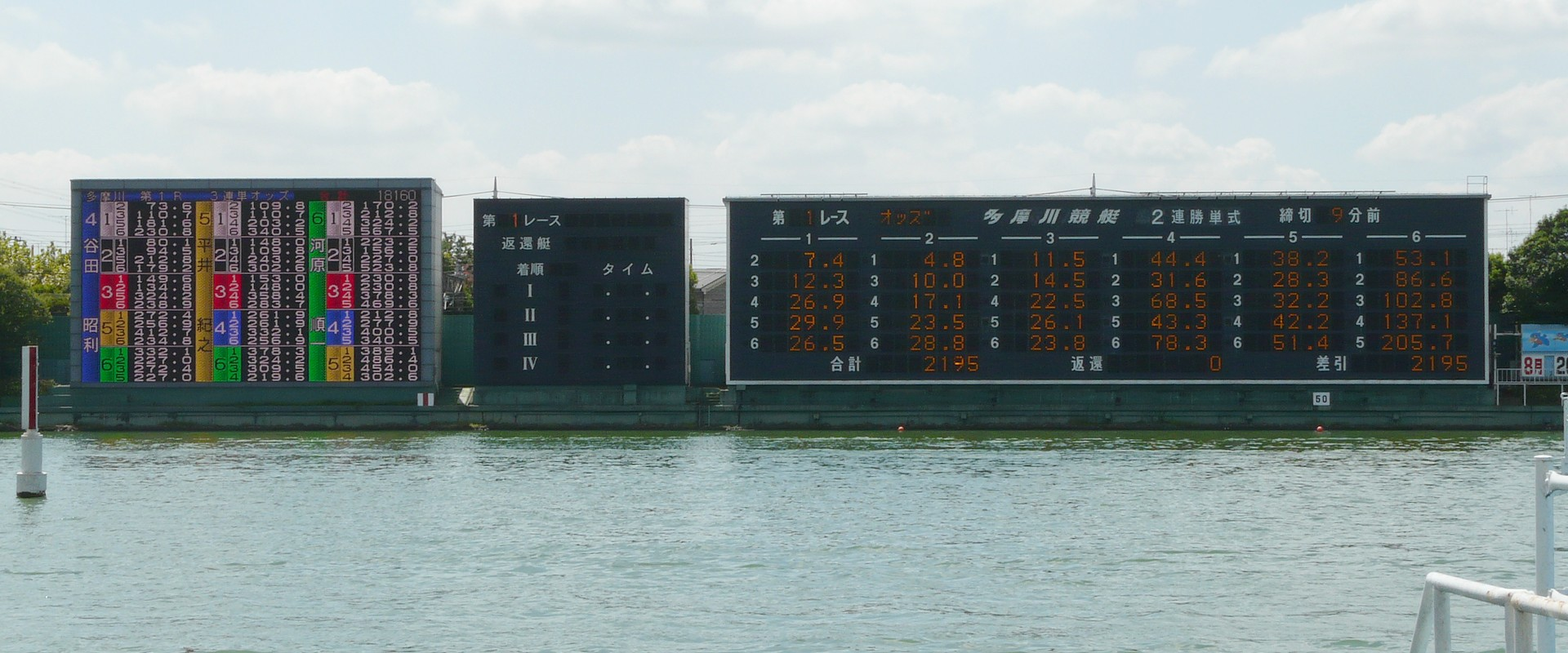
電光掲示板

## 主要開催競走
周年記念（GI）はマスコットキャラ（ウェイキーとリップル）にちなみ「ウェイキーカップ」が行われる。また、年末年始には「多摩川カップ」と「新春特別かどまつ賞」、ゴールデンウィークには「多摩川さつき杯」、お盆にはボートピア大郷の所在地にちなんで「大郷葉月杯」が行われている。
新鋭リーグ戦の名称は「是政王子決定戦」だったが、現在は「是政プリンス決定戦」として行われている。女子リーグ戦の名称は「モーターボートレディスダービー」、その後では「リップルカップ」となったが、「リップルカップ」はオール女子戦（GIII）の名称として引き継がれ、現在は「是政プリンセスカップ」、企業杯（GIII）として、「サントリーカップ」が行われる。
一般戦では､漫画家の蛭子能収を冠した「多摩川蛭子カップ」が長年行われてきたが、2021年度からは本場でYoutube配信を行っているタレントの内山信二を冠した「内山信二杯」が定期開催されるようになった。
古くから女子戦が盛んに開催されており、2020年に8年ぶりに行われる事になったレディースチャンピオンの開催回数は7回と一番多い（2019年現在）。以前は男女別に予選を行い、男女同数選手で優勝戦を行う優木まおみ杯も行われていた。

## SG開催実績・開催予定

### SG開催実績
| 年度 | 競走名                              | 優勝者   | 登番 | 出身 |
| ---- | ----------------------------------- | -------- | ---- | ---- |
| 1963 | 第9回全国地区対抗競走               | 北川一成 | 1395 | 広島 |
| 1965 | 第11回全国地区対抗競走              | 大島忠行 | 1200 | 岡山 |
| 1988 | 第35回全日本選手権競走              | 今村豊   | 2992 | 山口 |
| 1996 | 第6回グランドチャンピオン決定戦競走 | 高山秀則 | 2672 | 宮崎 |
| 1998 | 第44回モーターボート記念競走        | 長岡茂一 | 3227 | 東京 |
| 2001 | 第47回モーターボート記念競走        | 市川哲也 | 3499 | 広島 |
| 2005 | 第40回総理大臣杯競走                | 笠原亮   | 4019 | 静岡 |
| 2009 | 第44回総理大臣杯競走                | 池田浩二 | 3941 | 愛知 |
| 2019 | 第29回グランドチャンピオン          | 柳沢一   | 4074 | 愛知 |
| 2021 | 第24回チャレンジカップ              | 辻栄蔵   | 3719 | 広島 |
| 2024 | 第51回ボートレースオールスター      | 定松勇樹 | 5121 | 福岡 |

## 地元の有力選手
- 三角哲男
- 濱野谷憲吾
- 角谷健吾
- 村田修次
- 中野次郎
- 長田頼宗
- 永井彪也

## 年間売上
2010年度以降の年間売上。
- 2010年度：329億円
- 2011年度：406億円
- 2012年度：308億円
- 2013年度：324億円
- 2014年度：311億円
- 2015年度：372億円
- 2016年度：358億円
- 2017年度：362億円
- 2018年度：440億円
- 2019年度：532億円
- 2020年度：706億円
- 2021年度：863億円
- 2022年度：795億円

SG開催年度の参考データ
- 2004年度：577億円
- 2008年度：502億円
- 2019年度：532億円
- 2021年度：863億円

## アクセス
- 西武鉄道多摩川線競艇場前駅から徒歩3分[2]

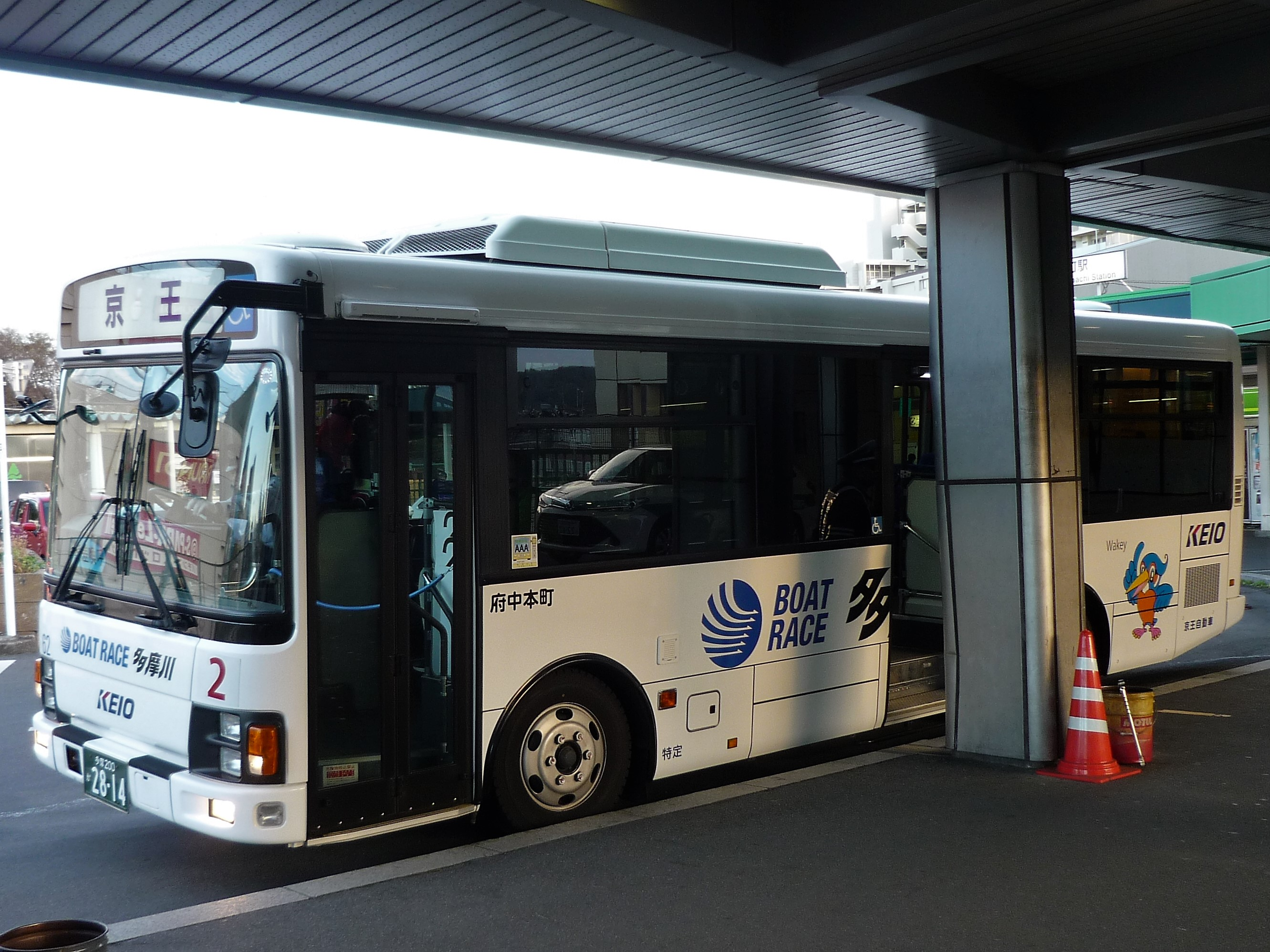
多摩川競艇場シャトルバス（府中本町駅発）

- 京王電鉄京王線多磨霊園駅から無料シャトルバス15分[2][17]（京王自動車が運行）
- JR東日本南武線・武蔵野線府中本町駅から無料シャトルバス10分（京王自動車が運行）
- 無料駐車場 計380台